# 湿り空気線図

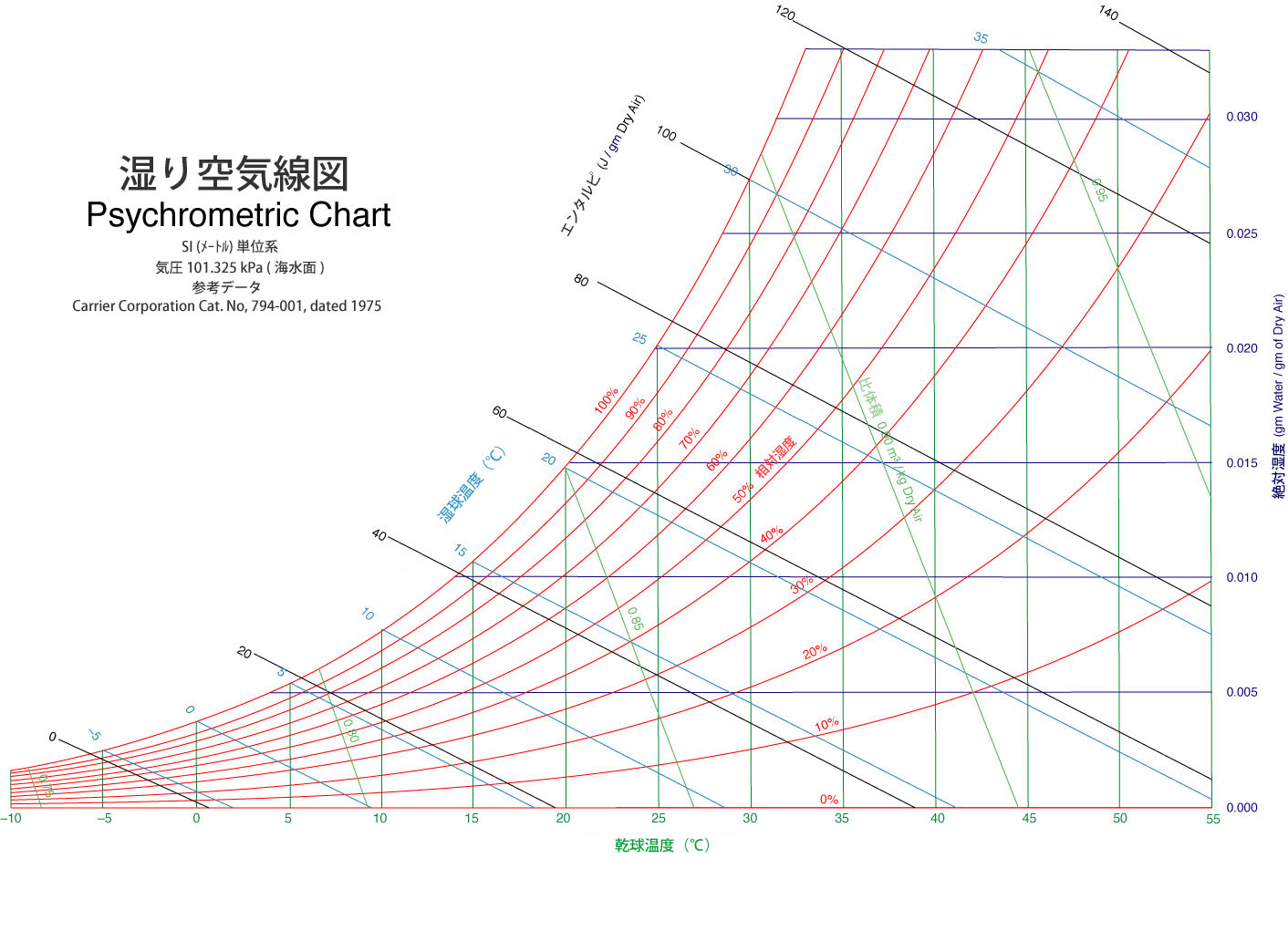
湿り空気線図

湿り空気線図（しめりくうきせんず、Psychrometric Chart）とは、湿り空気の状態を表す線図である。空気線図、湿度線図とも言う。
水蒸気が飽和していない空気では感覚的につかみにくい、乾球温度、湿球温度、露点温度、絶対湿度、相対湿度、比エンタルピーなどの相互関係を線図にしたものをいう。主に空気の状態や熱的変化を知るために用いられる。
全圧が一定ならば、以下に挙げる状態量のうちいずれか2つを定めれば湿り空気の状態が決まることから、状態量の関係を平面上に表すことができる。全圧には通常標準大気圧（＝101.325 kPa）が用いられる。線図の形式として以下がある：
モリエ線図（h -x 線図）比エンタルピーと絶対湿度を斜交座標にとって描いたもの。一般的に、湿り空気線図といえば主にこれを指す。
キャリア線図絶対湿度と乾球温度を直交座標にとって描いたもの
t - i 線図乾球温度と比エンタルピーを直交座標にとって描いたもの。
さらにモリエ線図はその絶対湿度 x と乾球温度 t の範囲によって以下の種類がある：
- NC線図: x = 0 – 0.04 kg/kg(DA), t = −20 – 50 C°
- HC線図: x = 0 – 0.20 kg/kg(DA), t = 0 – 120 C°
- LC線図: x = 0 – 0.007 kg/kg(DA), t = −40 – 10 C°

温度の単位をファラドとしたNF, HF, LF線図も存在する。

## 湿り空気h-x線図
比エンタルピーh と絶対湿度x を座標軸にとって斜交座標系としたもの。一見すると、乾球温度と絶対湿度を直交座標系としたように見えるが、乾球温度一定の線は少し傾いている。
右に示した線図の構成要素は以下の通りである（括弧内は線の色）。
乾球温度垂直に伸びた直線（緑）。一般的な温度計が示す空気の温度。
湿球温度斜め（右下がり）に伸びた直線（青）。湿球温度計が示す空気の温度。
相対湿度放射状（右上がり）に伸びた曲線（赤）。水蒸気分圧÷飽和水蒸気圧で表され、単位は %RH。
絶対湿度水平に伸びた直線（濃紺）。乾き空気1 kgに含まれる水蒸気量の重量で、単位は kg/kg(DA)。DAは dry air の意。
比エンタルピー斜めに伸びた直線（黒）。乾き空気1 kgあたりのエンタルピーを表したもので、単位は kJ/kg(DA)。
比体積斜めに伸びた直線（緑）。空気 1kgの体積で、単位は m3。
気温、湿度が高ければ比エンタルピーは高い。例えば、
- 気温25℃、湿度50 %の比エンタルピーは約50 J/g DA
- 気温35℃、湿度50 %の比エンタルピーは約80 J/g DA
- 気温35℃、湿度70 %の比エンタルピーは約100 J/g DA

と読み取ることができる。(気温、湿度) = (35℃, 50 %)から温度だけを下げ(25℃, 50 %)に冷却するために必要なエネルギーはこれら空気の比エンタルピーの差であり約30 J/g DAである。一方、気温(35℃, 70 %)から温度と湿度を両方下げ同じ(25℃, 50 %)にするときの比エンタルピーの差は約50 J/g DAとなり、湿度を下げながら温度を下げる方がより大きなエネルギーが必要なことがわかる。